# Muri (Aargau)
Muri (k odlišení od stejnojmenné obce v kantonu Bern zapisováno též Muri (Aargau), Muri (AG) či Muri AG, dříve také Muri (Freiamt)) je obec na jihovýchodě švýcarského kantonu Aargau a je též hlavním městem stejnojmenného okresu. Obyvatelům obce v horní části údolí potoka Bünz se říká Murianer, v protikladu k obyvatelům Muri u Bernu, kterým se říká Muriger. Dnešní obec Muri vznikla roku 1816 sloučením čtyř obcí: Langdorf, Egg, Hasli a Wey.

## Geografie
Obec sestává ze tří částí, jež v posledních desetiletích společně vyrostly v okolí kláštera Muri a nádraží. V bezprostřední blízkosti směrem na západ od kláštera leží čtvrť Wey, o něco více než kilometr jižně čtvrť Langdorf (dříve nazývaná též Dorfmuri). Na východ železniční trati leží ve vzdálenosti cca ½ km místní část Egg. Kromě toho je zde ještě několik menších osad: Hasli se nachází 1 km severně od kláštera, Wili 1 km severozápadním směrem, Langenmatt 1 km západně. Osada Türmelen, jež leží přímo na východní obecní hranici, vyrůstala společně s Eggem. Mimo to je zde také mnoho samot, jež jsou roztroušené po celém území obce.
Muri leží na horním konci Bünztalu na úpatí švýcarského Lindenbergu, přičemž, až na jednu výjimku, v rovině. Všechny místní části leží ve výšce od 450 do 480 metrů nad mořem. Směrem na západ se rovnoměrně zvedá svah, kde ve výšce 570 m leží Langenmatt. Naproti tomu na jihu je krajina vlnitá a je rozdělena dvěma hluboko zaříznutými potočními údolími. Sörikerbach protéká Weyem, Rüeribach teče skrze Langdorf a obtéká Egg. Oba potoky se slévají mezi nádražím a Hasli se vlévá do Bünzu. Podél východní hranice obce se táhne nízký kopec Wagenrain, jenž tvoří hranice k údolí řeky Reuss. Naproti tomu směrem k Birri se krajina svažuje dolů.
Rozloha obce činí 1234 hektarů, z čehož 264 ha je zalesněných a 221 ha zastavěných. Nejvyšší bod se nachází v 635 m nad Tobelem am Sörikerbach, nejnižší bod leží ve 432 m v Büelmoosu na východní hranici městečka.
Sousední obce jsou Aristau na severovýchodě, Merenschwand na východě, Benzenschwil na jihovýchodě, Geltwil na jihozápadě, Buttwil na západě a Boswil na severozápadě.

## Dějiny města
Z rozličných nálezů lze usuzovat, že v mladší době kamenné a bronzové byla oblast Muri osídlena. Z počátků doby železné (Hallstattská) pochází mohyla, jež byla objevena roku 1929 na jižním pomezí obce. Od 1. století našeho letopočtu vznikaly menší římské osady, jež však byly okolo roku 260 po přepadení Alemány zničeny. Ti se zde nakonec v 8. nebo 9. století usadili a své sídlo nazvali Murahe (což je výpůjčka z latinského murus, podle hojného počtu malých římských hradeb, jež zde nalezli).
Dějiny Muri jsou úzce spjaty s benediktinským opatstvím. Hrabě Radbot Habsburský z Habsburku a Ita z Lothringenu založili klášter Muri v roce 1027. S podporou Habsburků časem sílil jeho vliv, získal rozsáhlé pozemky v centrálním Mittellandu a pozvedl se až na úroveň důležitého duchovního centra. Ve 12. století bylo dnešní území obce rozděleno na "vicus superior" (Dorfmuri, dnešní Langdorf) resp. do "vicus inferior", jenž zahrnoval klášterní oblast vlivu (doména). Z částí klášterní domény vznikly později od roku 1082 další sídla a osady. Egg, Hasli a Wey se během let vyvinuly do samostatných obcí.
Fara nezahrnovala jen dnešní Muri, nýbrž také Aristau, Buttwil a Geltwil. Nižší soudní pravomoc kláštera kromě toho zahrnovala také části Beinwilu (Freiamtu) a Besenbürenu. Zemské panství a vyšší soudní pravomoc náležely Habsburkům. V roce 1415 získala Švýcarská konfederace do své správy Aargau a habsburské fojtství Muri se stalo částí společného území (Gemeine Herrschaft) Freiamtu. Početná menšina obyvatelstva panství Muri přestoupila roku 1529 k Reformaci, avšak roku 1531 po II. kappelské válce byla rekatolizována. Klášter poté získal ještě více na významu a v roce 1701 byl dokonce povýšen do hodnosti knížecího opatství; mnoho let platil za nejbohatší klášter Švýcarska.

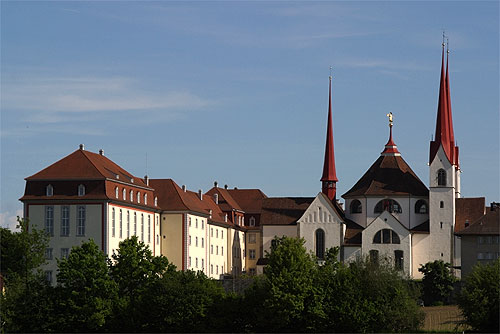
Klášter Muri, pohled od západu

V březnu 1798 dobyli Francouzi Švýcarsko a vyhlásili Helvétskou republiku. Dorfmuri se stal vládním sídlem distriktu Muri v Kantonu Baden. Po založení kantonu Aargau v roce 1803 utvořily Egg, Hasli, Wey a Langdorf (jenž se v mezidobí zřekl svého starého názvu Dorfmuri), stejně jako dnešní obce Aristau, Geltwil a Buttwil, okresní obec, jakýsi velmi volný spolek obcí. Dnešní obec Muri vznikla v roce 1816 po rozpuštění okresní obce a sjednocení Eggu, Hasli, Langdorfu a Weye. Spouštěcím signálem byl konkurs obce Hasli.
Začátkem ledna 1841 vypukly ve Freiamtu nábožensky motivované nepokoje, jež se nasměrovaly proti vládě kantonu. Konflikt, jenž mohl být během několika málo dnů uveden pod kontrolu, posloužil kantonu jako záminka, aby bylo 13. ledna okamžitě rozhodnuto o zrušení kláštera Muri. Poslední mniši opustili klášter 27. ledna. Zrušení kláštera, jež se stalo příčinou Aargauského klášterního sporu, zastihl obec nepřipravenou, neboť od té chvíle musela převzít výdaje, jež do té doby nesl klášter, jako například vzdělávání. Budovy byly následně přiděleny k různým účelům. 21. srpna 1889 vyhořela jedna část klášterních budov. Celková restaurace východního křídla mohla být dokončena až v roce 1989. Od r. 1960 žije opět malá skupinka mnichů v jednom křídle kláštera. Ve zbytku prostor je dnes sídlo okresního i obecního úřadu a jediná školní místnost.
Obec byla dne 1. června 1875 připojena k železniční síti, a uvedena do provozu jako úsek Wohlen – Muri Aargauské jižní trati. Prodloužení do Rotkreuzu (s přípojkou na Gotthardbahn) se z finančních důvodů protáhlo a uskutečnilo se teprve 1. prosince 1881. Projekt úzkokolejné trati přes Merenschwand do Affoltern am Albis několikrát ztroskotal. Nějaký čas hrál jistou roli také turismus: od roku 1868 do 1917 zde existoval léčebný a lázeňský ústav, kde se dokonce stáčela a prodávala minerální voda. Dnes by však již lázeňské zařízení nevyhovovalo přísným předpisům termálních lázní.
Průmysl se začal rozvíjet na počátku 19. století, přičemž se jednalo především o pobočku průmyslového vázání slámy ve Wohlenu, jakož i velkovýrobu hedvábí v Knonaueramtu. Od roku 1898 do 1969 se v Muri vyráběly cihly a tašky. Továrna na traktory se udržela jen v letech 1935 až 1941. Uprostřed padesátých let vznikla podél železniční trati rozlehlá průmyslová zóna.

## Pamětihodnosti
Nad vším dominujícím poznávacím znakem městečka Muri je Klášter Muri, téměř 800 let starý Benediktinský klášter. Jeho srdcem je barokní, osmiboká středová stavba (Oktogon) ze 17. stol. Ta je zasazena do částí někdejšího románského kostela pocházejícího z 11. století, z nějž se dochovaly křížová chodba, kruchta (kněžiště) a krypta. Též jsou zde patrny elementy gotického slohu. Kostel je bohatě zdoben freskami a dřevořezbami.
V křížové chodbě s hodnotným cyklem z malovaného skla ze 16. století se nachází rodinná hrobka Habsburků.
V klášterním muzeu jsou vystaveny hodnotné klášterní umělecké poklady. Je zde i stálá expozice alpského malíře Caspara Wolfa. V klášterním kostele se nachází plných pět varhanních systémů. Od prostředku května do konce září se tu konají světoznámé varhanní koncerty.

## Znak města
Heraldický rozbor obecního znaku zní: „v červeném poli dvouřadá, černě spárovaná bílá hradba s trojím cimbuřím.“ Na pečeti obce z roku 1811 a 1872 byla obcí připojena ještě umučení Krista, tento symbol však historicky náleží společně všem částem Muri (tzv. Freie Ämter). Roku 1930 byl pak převzat znak někdejšího kláštera. Hradba byla nejprve trojřadá, od roku 1972 však má řady pouze dvě – na základě zobrazení opatského znaku z roku 1618. Znak okresu naproti tomu zůstal nezměněn.

## Složení obyvatelstva
K 31. prosinci 2005 žilo v Muri 6 549 lidí. Podíl cizinců činil 22,6 %. Při sčítání lidu v roce 2000 se 63,7 % obyvatel hlásilo k římskokatolickému, 16,6 % reformovanému, 2,5 % řeckokatolickému a 6,9 % muslimskému vyznání a 1,0 % patří k ostatním směrům. 86,4 % mělo jako hlavní jazyk němčinu, 4,2 % albánštinu, 2,7 % italštinu, 2,2 % srbochorvatštinu, 1,1 % portugalštinu.

## Hospodářství
V Muri je přibližně 3800 pracovních míst, z toho 5 % v zemědělství, 40 % v průmyslu a 55 % v sektoru veřejných služeb. Prakticky všechny podniky můžeme zařadit do kategorie malé a střední podniky, neexistuje zde žádný dominující zaměstnavatel. Nejvýznamnější výrobní odvětví jsou zpracování kovů, chemie, zpracování umělých hmot, výroba ovocných nápojů a výroba přístrojů, přesných pracovních nástrojů a elektronických zařízení.
Ve městě se nachází hlavní sídlo společnosti Stobag, vyrábějící stínicí techniku (markýzy, rolety, baldachýny apod.)
Asi 2 km severně od obce se nachází, provozovaná podle přísných předpisů ekobiofarmy a předpisového chovu zvěře, hájovna u bažin Murimoos. Ta skýtá živobytí a možnost uplatnění pro cca 90 postižených mužů, kteří jsou duševně, tělesně nebo společensky znevýhodnění. Hájovna slouží současně jako místo různých společenských setkání.
V Muri se nachází okresní nemocnice. Pod tuto nemocnici spadá také celý okres Freiamt.

## Vzdělání
V Muri jsou tři školní centra (Bachmatten, Badweiher a Rösslimatt), v nichž jsou zastoupeny všechny stupně obligátního veřejného vzdělání. Čtyři třídy primární školy jsou zřízeny v jednom z křídel kláštera. Nejbližší kantonová škola (gymnázium) se nachází ve Wohlenu. Od roku 1956 do roku 2002 vznikla další zemědělská škola.

## Osobnosti
- Caspar Wolf (1735-1783) – malíř
- Theodor Wolf (1770-1818) – malíř